# Listă de filme de groază din 1970
Aceasta este o listă de filme de groază din 1970.
| Titlu                                               | Regizor                         | Distribuție                                      | Țara                                                                                       | Note          |
| --------------------------------------------------- | ------------------------------- | ------------------------------------------------ | ------------------------------------------------------------------------------------------ | ------------- |
| The Ancines Woods                                   | Pedro Olea                      | Amparo Soler Leal, Antonio Casas, John Steiner   | Spania                                                                                     | [ 1 ]         |
| And Soon the Darkness                               | Robert Fuest                    | Pamela Franklin, Michele Dotrice, Sandor Elès    | Regatul Unit al Marii Britanii și al Irlandei de Nord                                      | [ 2 ]         |
| Assignment Terror                                   | Tulio Demicheli, Hugo Fregonese | Michael Rennie, Karin Dor, Patty Shepard         | Spania · Germania de Vest · Italia                                                         | [ 3 ]         |
| The Beast in the Cellar                             | James Kelly                     | Beryl Reid, Flora Robson, Tessa Wyatt            | Regatul Unit al Marii Britanii și al Irlandei de Nord                                      | [ 4 ]         |
| Bigfoot                                             | Robert F. Slatzer               | John Carradine                                   | Statele Unite ale Americii                                                                 | [ 5 ]         |
| Bite Me Darling                                     | Helmut Förnbacher               | Patrick Jordan, Herbert Fuchs, Eva Renzi         | Germania de Vest                                                                           | [ 6 ]         |
| Blood on Satan's Claw                               | Piers Haggard                   | Patrick Wymark, Linda Hayden, Barry Andrews      | Regatul Unit al Marii Britanii și al Irlandei de Nord                                      | [ 7 ]         |
| Bloodthirsty Butchers                               | Andy Milligan                   | Annabella Wood, Berwick Kaler, Jane Hilary       | Statele Unite ale Americii                                                                 | [ 8 ]         |
| The Bloody Judge                                    | Jesús Franco                    | Christopher Lee, Maria Schell, Leo Genn          | Regatul Unit al Marii Britanii și al Irlandei de Nord · Italia · Spania · Germania de Vest | [ 9 ]         |
| Count Dracula                                       | Jesús Franco                    | Christopher Lee, Herbert Lom, Klaus Kinski       | Spania · Germania de Vest · Italia · Liechtenstein                                         | [ 10 ]        |
| Count Yorga, Vampire                                | Bob Kelljan                     | Robert Quarry, Roger Perry, Michael Murphy       | Statele Unite ale Americii                                                                 | [ 11 ]        |
| Cry of the Banshee                                  | Gordon Hessler                  | Vincent Price, Hilary Dwyer, Carl Rigg           | Regatul Unit al Marii Britanii și al Irlandei de Nord                                      | [ 12 ]        |
| Curse of the Vampires                               | Gerardo de León                 | Amalia Fuentes, Eddie Garcia, Romeo Vasques      | Statele Unite ale Americii · Filipine                                                      | [ 13 ]        |
| The Dunwich Horror                                  | Daniel Haller                   | Sandra Dee, Dean Stockwell, Ed Begley            | Statele Unite ale Americii                                                                 | [ 14 ]        |
| Equinox                                             | Jack Woods                      | Edward Connell, Barbara Hewitt, Frank Bonner     | Statele Unite ale Americii                                                                 | [ 15 ]        |
| Eugenie... the Story of Her Journey into Perversion | Jesús Franco                    | Marie Liljedahl, Maria Rohm, Christopher Lee     | Germania de Vest                                                                           | [ 16 ]        |
| The Evils of Dorian Gray                            | Massimo Dallamano               | Helmut Berger, Richard Todd, Herbert Lom         | Germania de Vest · Italia                                                                  | [ 16 ]        |
| Flesh Feast                                         | Brad F. Grinter                 | Veronica Lake, Phil Philbin, Heather Hughes      | Canada                                                                                     | [ 16 ]        |
| Goodbye Gemini                                      | Alan Gibson                     |                                                  | Regatul Unit al Marii Britanii și al Irlandei de Nord                                      | [ 17 ]        |
| The Horror of Frankenstein                          | Jimmy Sangster                  | Ralph Bates, Kate O'Mara, Veronica Carlson       | Regatul Unit al Marii Britanii și al Irlandei de Nord                                      | [ 18 ]        |
| House of Dark Shadows                               | Dan Curtis                      | Grayson Hall, Jerry Lacy, Thayer David           | Statele Unite ale Americii                                                                 | [ 19 ]        |
| Incense for the Damned                              | Robert Hartford-Davis           | Patrick Macnee, Peter Cushing, Edward Woodward   | Regatul Unit al Marii Britanii și al Irlandei de Nord                                      | [ 20 ]        |
| Jonathan                                            | Hans Geissendorfer              |                                                  | Germania de Vest                                                                           | [ 21 ] [ 22 ] |
| Lokis                                               | Janusz Majewski                 | Józef Duriasz, Edmund Fetting, Gustaw Lutkiewicz | Polonia                                                                                    | [ 23 ]        |
| Mark of the Devil                                   | Michael Armstrong               | Herbert Lom, Olivera Vuco, Udo Kier              | Germania de Vest                                                                           | [ 24 ]        |
| Mumsy, Nanny, Sonny, and Girly                      | Freddie Francis                 | Michael Bryant, Ursula Howells, Pat Heywood      | Regatul Unit al Marii Britanii și al Irlandei de Nord                                      | [ 25 ]        |
| The Night of the Vampire                            | Michio Yamamoto                 | Kayo Matsuo, Akira Nakao, Yukiko Kobayashi       | Japonia                                                                                    | [ 6 ]         |
| The Revenge of Dr. X                                | Kenneth G. Crane                | James Craig, James Yagi                          | Statele Unite ale Americii · Japonia                                                       | [ 26 ]        |
| Scars of Dracula                                    | Roy Ward Baker                  | Christopher Lee, Dennis Waterman, Jenny Hanley   | Regatul Unit al Marii Britanii și al Irlandei de Nord                                      | [ 27 ]        |
| Taste the Blood of Dracula                          | Peter Sasdy                     | Christopher Lee, Linda Hayden, Martin Jarvis     | Regatul Unit al Marii Britanii și al Irlandei de Nord                                      | [ 28 ]        |
| Trog                                                | Freddie Francis                 | Joan Crawford, Michael Gough, Bernard Kay        | Regatul Unit al Marii Britanii și al Irlandei de Nord                                      | [ 29 ]        |
| The Vampire Lovers                                  | Roy Ward Baker                  | Ingrid Pitt, George Cole, Kate O'Mara            | Regatul Unit al Marii Britanii și al Irlandei de Nord · Statele Unite ale Americii         | [ 30 ]        |
| The Vampire Doll                                    | José Luis Madrid                | Waldemar Wohlfahrt, Patricia Loran, Luis Iduni   | Spania                                                                                     | [ 31 ]        |
| The Werewolf Versus Vampire Women                   | León Klimovsky                  | Paul Naschy, Gaby Fuchs, Barbara Capell          | Spania · Germania de Vest                                                                  | [ 32 ]        |
| The Wizard of Gore                                  | Herschell Gordon Lewis          | Ray Sager, Judy Cler, Wayne Ratay                | Statele Unite ale Americii                                                                 | [ 33 ]        |